# Qualificazioni al campionato mondiale femminile di calcio 2011 - UEFA - Fase a gironi, gruppo 1
Il gruppo 1 della sezione UEFA della qualificazioni al campionato mondiale femminile di calcio 2011 è composto da sei squadre: Croazia, Estonia, Francia, Irlanda del Nord, Islanda e Serbia.

## Formula
Le cinque squadre si affrontano in un girone all'italiana con partite di andata e ritorno, per un totale di dieci partite. La squadra prima classificata si qualifica direttamente alla fase finale del torneo, mentre la seconda classificata accede ai play-off qualificazione solamente se è tra le prime quattro tra le seconde classificate dei sette gruppi di qualificazione.
In caso di parità di punti tra due o più squadre di uno stesso gruppo, le posizioni in classifica vengono determinate prendendo in considerazione, nell'ordine, i seguenti criteri:
1. maggiore numero di punti negli scontri diretti tra le squadre interessate (classifica avulsa);
2. migliore differenza reti negli scontri diretti tra le squadre interessate (classifica avulsa);
3. maggiore numero di reti segnate negli scontri diretti tra le squadre interessate (classifica avulsa);
4. maggiore numero di reti segnate in trasferta negli scontri diretti tra le squadre interessate (classifica avulsa), valido solo per il turno di qualificazione a gironi;
5. se, dopo aver applicato i criteri dall'1 al 4, ci sono squadre ancora in parità di punti, i criteri dall'1 al 4 si riapplicano alle sole squadre in questione. Se continua a persistere la parità, si procede con i criteri dal 6 all'11;
6. migliore differenza reti;
7. maggiore numero di reti segnate;
8. maggiore numero di reti segnate in trasferta (valido solo per il turno di qualificazione a gironi);
9. tiri di rigore se le due squadre sono a parità di punti al termine dell'ultima giornata (valido solo per il turno preliminare e solo per decidere la qualificazione al turno successivo);
10. classifica del fair play (cartellino rosso = 3 punti, cartellino giallo = 1 punto, espulsione per doppia ammonizione = 3 punti);
11. posizione del ranking UEFA o sorteggio.

## Classifica finale
| Pos | Squadra          | Pt | G  | V  | N | P | GF | GS | DR  |
| --- | ---------------- | -- | -- | -- | - | - | -- | -- | --- |
| 1.  | Francia          | 30 | 10 | 10 | 0 | 0 | 50 | 0  | +50 |
| 2.  | Islanda          | 24 | 10 | 8  | 0 | 2 | 33 | 3  | +30 |
| 3.  | Irlanda del Nord | 11 | 10 | 3  | 2 | 5 | 8  | 16 | -8  |
| 4.  | Estonia          | 10 | 10 | 3  | 1 | 6 | 7  | 44 | -37 |
| 5.  | Serbia           | 9  | 10 | 2  | 3 | 5 | 7  | 19 | -12 |
| 6.  | Croazia          | 2  | 10 | 0  | 2 | 8 | 4  | 27 | -23 |

## Risultati
| Arbitro: | Tanja Schett |

|                                                      |           |  |
| M. Viðarsdóttir 32’, 49’, 72’, 84’ K. Jónsdóttir 80’ | Marcatori |  |

| Arbitro: | Hilda McDermott |

| |           |  |
| M. Viðarsdóttir 4’, 9’ (rig.), 38’ Lárusdóttir 7’ K. Jónsdóttir 16’, 18’ Garðarsdóttir 33’ Magnúsdóttir 49’, 64’, 74’ S. Gunnarsdóttir 54’ Hönnudóttir 76’ | Marcatori |  |

| Arbitro: | Yuliya Medvedeva-Keldyusheva |

|  |           |                                                                                 |
|  | Marcatori | 25’ Soubeyrand 38’, 55’ Franco 45+2’ Delie 65’ Le Sommer 73’ Abily 90+3’ Thomis |

| Arbitro: | Lena Arwedahl |

|           |           |            |
| Pešić 54’ | Marcatori | 22’ Joščak |

| Arbitro: | Jana Adámková |

|  |           |             |
|  | Marcatori | 26’ Furness |

| Arbitro: | Christine Beck |

|                       |           |  |
| Thiney 23’ Thomis 79’ | Marcatori |  |

| Arbitro: | Christina Westrum Pedersen |

| |           |  |
| Herbert 27’, 57’ Nécib 31’ Abily 36’ Thiney 37’, 41’, 47’ Franco 40’ Thomis 79’ Delie 80’, 90+1’ Prants 90+4’ (aut.) | Marcatori |  |

| Arbitro: | Sandra Braz Bastos |

|  |           |                 |
|  | Marcatori | 79’ Ómarsdóttir |

| Arbitro: | Teodora Albon |

|  |           |                        |
|  | Marcatori | 27’ Thiney 45+3’ Abily |

| Arbitro: | Claudine Brohet |

|  |           |                       |
|  | Marcatori | 52’, 81’ Magnúsdóttir |

| Arbitro: | Venera Muradova-Kahrich |

|  |           |                               |
|  | Marcatori | 10’, 84’ Aarna 33’ Morkovkina |

| Arbitro: | Silvia Tea Spinelli |

|                                                                              |           |  |
| Franco 31’ Bompastor 34’ Le Sommer 47’ Delie 50’ Nécib 54’ Hutton 71’ (aut.) | Marcatori |  |

| Arbitro: | Alessia Lazzaretto |

|                                                            |           |  |
| Damnjanović 14’ Sretenović 54’ Stojkanović 73’ Podovac 89’ | Marcatori |  |

| Arbitro: | Marina Mamayeva |

|  |           |                                                     |
|  | Marcatori | 3’ K. Jónsdóttir 37’ M. Viðarsdóttir 84’ Logadóttir |

| Arbitro: | Paloma Quintero Siles |

|  |           |                                                 |
|  | Marcatori | 17’ Bompastor 19’ Abily 52’ Le Sommer 90’ Delie |

| Arbitro: | Morag Pirie |

|               |           |                            |
| Bokanović 39’ | Marcatori | 13’ Damnjanović 54’ Krstić |

| Arbitro: | Olga Tanschi |

|                            |           |           |
| Morkovkina 15’ Palmaru 30’ | Marcatori | 59’ Hurst |

| Arbitro: | Dilan Gökçek |

|            |           |  |
| Paulus 61’ | Marcatori |  |

| Arbitro: | Efthalia Mitsi |

|                                        |           |  |
| S. Gunnarsdóttir 15’ K. Jónsdóttir 59’ | Marcatori |  |

| Arbitro: | Cristina Dorcioman |

|                                    |           |  |
| Thiney 22’ Le Sommer 57’ Delie 62’ | Marcatori |  |

| Arbitro: | Esther Staubli |

|                                         |           |  |
| Magnúsdóttir 20’, 42’ K. Jónsdóttir 75’ | Marcatori |  |

| Arbitro: | Sjoukje De Jong |

|  |           |                                                                  |
|  | Marcatori | 21’ Thiney 53’ Thomis 54’ Bussaglia 60’ Le Sommer 61’, 90’ Delie |

| Coleraine 23 giugno 2010, ore 19:45 UTC+1 | Irlanda del Nord | 0 – 0 referto | Serbia | The Showgrounds\| Arbitro: \| Carina Vitulano \| |
| Arbitro:                                  | Carina Vitulano  |               |        |                                                  |

| Arbitro: | Lilach Asulin |

|                             |           |  |
| McKenna 53’, 62’ Nelson 69’ | Marcatori |  |

| Požarevac 21 agosto 2010, ore 17:00 UTC+2 | Serbia      | 0 – 0 referto | Irlanda del Nord | Vašarište\| Arbitro: \| Petra Chudá \| |
| Arbitro:                                  | Petra Chudá |               |                  |                                        |

| Arbitro: | Bibiana Steinhaus |

|  |           |            |
|  | Marcatori | 60’ Thiney |

| Arbitro: | Karolina Radzik-Johan |

|             |           |           |
| Palmaru 16’ | Marcatori | 81’ Lojna |

| Arbitro: | Floarea Babadac-Ionescu |

|  |           |                                                                         |
|  | Marcatori | 9’, 17’ M. Viðarsdóttir 56’, 86’ S. Gunnarsdóttir 58’ (aut.) Morkovkina |

| Arbitro: | Natalia Avdonchenko |

|                                                                  |           |  |
| Thomis 5’ Thiney 32’, 63’, 87’ Bussaglia 45’ Delie 60’ Abily 79’ | Marcatori |  |

| Arbitro: | Ausra Kance |

|                      |           |             |
| Furness 1’, 51’, 59’ | Marcatori | 50’ Landeka |

## Statistiche

### Classifica marcatrici
11 reti
- Gaëtane Thiney

10 reti
- Margrét Lára Viðarsdóttir (1 rig.)

9 reti
- Marie-Laure Delie

7 reti
- Hólmfríður Magnúsdóttir

6 reti
- Katrín Jónsdóttir

5 reti
- Camille Abily

- Eugénie Le Sommer

- Élodie Thomis

4 reti
- Rachel Furness
- Sara Björk Gunnarsdóttir

2 reti
- Signy Aarna
- Anastassia Morkovkina
- Kaire Palmaru

- Sonia Bompastor
- Élise Bussaglia
- Candie Herbert

- Louisa Nécib
- Helen McKenna
- Jovana Damnjanović

1 rete
- Josipa Bokanović
- Maja Joščak
- Iva Landeka
- Izabela Lojna
- Anete Paulus
- Sandrine Soubeyrand

- Edda Garðarsdóttir
- Rakel Hönnudóttir
- Rakel Logadóttir
- Dóra María Lárusdóttir
- Katrín Ómarsdóttir
- Alexandra Hurst

- Julie Nelson
- Kristina Krstić
- Milena Pešić
- Danka Podovac
- Jovana Sretenović
- Lidija Stojkanović

Autoreti
- Geit Prants (a favore della Francia)
- Anastassia Morkovkina (a favore dell'Islanda)
- Ashley Hutton (a favore della Francia)